# United Soccer Leagues First Division
La United Soccer Leagues First Division, per brevità chiamata USL First Division o anche USL-1 (fino al 2004 chiamata A-League) è stato il campionato calcistico di seconda divisione nordamericano dal 1996 al 2009 e, de facto, il massimo livello nel 1995 prima della creazione della Major League Soccer.
Era organizzato dalla United Soccer Leagues in affiliazione con le federazioni calcistiche canadese, statunitense e di Porto Rico, e aveva cadenza annuale.

## Storia
Nel 1996 la USISL (United Systems of Independent Soccer Leagues), una lega che già organizzava il campionato di terza divisione, decise di organizzare la Select League, un campionato composto dei migliori team professionistici, nel tentativo di accreditarsi secondo gli standard FIFA come torneo di seconda divisione. Tale obiettivo venne raggiunto nella stagione successiva, grazie alla fusione fra la Select League e la A-League. Quest'ultima era dal 1995 la nuova denominazione del campionato della APSL, nato nel 1990 e fino ad allora riconosciuto come seconda divisione dalla federazione. Nacque così una nuova A-League sotto la giurisdizione dell'USISL, riconosciuta dalle federazioni calcistiche canadesi e statunitensi come il secondo torneo per rango dopo la Major League. Nel 1999 l'USISL cambiò nome in United Soccer Leagues. A partire dalla stagione 2005 il torneo venne ribattezzato USL First Division.
Il numero di club partecipanti è sempre stato variabile: in America non esiste un sistema di promozioni e retrocessioni fra i campionati, sono leghe e club di comune accordo a stabilire se una squadra ha i requisiti per partecipare o no. Si è andati dalle 24 squadre del primo torneo a giurisdizione USISL nel 1997 alle 11 squadre del 2009. Il record è stato raggiunto nel 1999 con 30 partecipanti.
Nel 2009 nove squadre contrarie alla vendita da parte della Nike della quota partecipativa della USL, decisero di fondare una nuova lega, chiamandola NASL come il massimo campionato americano attivo fino agli anni '80. La vecchia lega, in disaccordo con l'associazione dei proprietari "scissionisti", chiese alla federazione americana di intervenire decidendo sul contenzioso. La USSF riscontrò che nessuno dei due contendenti raggiungeva il numero minimo di otto partecipanti necessario all'accreditamento da parte della federazione stessa. Per il 2010 si optò così per un campionato provvisorio che raccogliesse le formazioni di entrambi gli schieramenti.
A partire dal 2011 la nuova NASL divenne il campionato di seconda divisione, mentre la USL decise di abolire la First Division fondendola con la USL-2. Nacque così la United Soccer Leagues Professional Division come nuovo torneo di terza divisione.

## Formula del torneo
La formula del torneo è cambiata diverse volte in ragione del variare del numero di partecipanti. Anche il sistema di attribuzione dei punti è stato modificato varie volte fino ad adottare quello standard internazionale, che prevede tre punti per la vittoria e uno per il pareggio. Tutte le stagioni sono state comunque caratterizzate da una prima fase di stagione regolare, al termine della quale le migliori squadre si affrontavano nei play-off per l'assegnazione del titolo. La copertura televisiva delle fasi finali del torneo era garantita dall'emittente via cavo Fox.

## Partecipanti
In totale sono stati 50 i club a partecipare ad almeno una edizione della A-League o della USL First Division.
| Club                    | Città                  | Stato               | N° stag. | Dal  | Al   |
| ----------------------- | ---------------------- | ------------------- | -------- | ---- | ---- |
| Albuquerque Geckos      | Albuquerque            | Nuovo Messico       | 1        | 1998 | 1998 |
| Atlanta Silverbacks     | Atlanta                | Georgia             | 14       | 1995 | 2008 |
| Austin Aztex            | Austin                 | Texas               | 1        | 2009 | 2009 |
| Boston Bulldogs         | Boston                 | Massachusetts       | 4        | 1997 | 2000 |
| Calgary Storm           | Calgary                | Alberta             | 3        | 2002 | 2004 |
| California Jaguars      | Salinas                | California          | 2        | 1997 | 1998 |
| California Victory      | San Francisco          | California          | 1        | 2007 | 2007 |
| Carolina Dynamo         | Greensboro             | Carolina del Nord   | 1        | 1997 | 1997 |
| Carolina RailHawks      | Cary                   | Carolina del Nord   | 3        | 2007 | 2009 |
| Charleston Battery      | Charleston             | Carolina del Sud    | 13       | 1997 | 2009 |
| Charlotte Eagles        | Charlotte              | Carolina del Nord   | 3        | 2001 | 2003 |
| Cincinnati Riverhawks   | Cincinnati             | Ohio                | 6        | 1998 | 2003 |
| Cleveland City Stars    | Cleveland              | Ohio                | 1        | 2009 | 2009 |
| Colorado Foxes          | Commerce City          | Colorado            | 3        | 1995 | 1997 |
| Connecticut Wolves      | Hartford               | Connecticut         | 5        | 1997 | 2001 |
| Edmonton Aviators       | Edmonton               | Alberta             | 1        | 2004 | 2004 |
| El Paso Patriots        | El Paso                | Texas               | 7        | 1997 | 2003 |
| Hershey Wildcats        | Hershey                | Pennsylvania        | 5        | 1997 | 2001 |
| Indiana Blast           | Indianapolis           | Indiana             | 5        | 1999 | 2003 |
| Jacksonville C.         | Jacksonville           | Florida             | 3        | 1997 | 1999 |
| Lehigh Valley Steam     | Bethlehem              | Pennsylvania        | 1        | 1999 | 1999 |
| L.I. Rough Riders       | Huntington (Long Isl.) | New York            | 5        | 1997 | 2001 |
| Maryland Mania          | Baltimora              | Maryland            | 1        | 1999 | 1999 |
| Miami                   | Miami                  | Florida             | 4        | 2006 | 2009 |
| Milwaukee Rampage       | Milwaukee              | Wisconsin           | 6        | 1997 | 2002 |
| Milwaukee Wave Utd      | Milwaukee              | Wisconsin           | 2        | 2003 | 2004 |
| Minnesota Thunder       | Blaine                 | Minnesota           | 13       | 1997 | 2009 |
| MLS Project 40          |                        |                     | 3        | 1998 | 2000 |
| Montréal Impact         | Montréal               | Québec              | 14       | 1995 | 2009 |
| Nashville Metros        | Nashville              | Tennessee           | 5        | 1997 | 2001 |
| New Orleans Storm       | New Orleans            | Louisiana           | 3        | 1997 | 1999 |
| N.Y. Centaurs           | New York City          | New York            | 1        | 1995 | 1995 |
| New York Fever          | New York City          | New York            | 1        | 1996 | 1996 |
| OC Zodiac               | Irvine                 | California          | 4        | 1997 | 2000 |
| Orlando Sundogs         | Orlando                | Florida             | 1        | 1997 | 1997 |
| Pittsburgh Riverhounds  | Pittsburgh             | Pennsylvania        | 5        | 1999 | 2003 |
| Portland Timbers        | Portland               | Oregon              | 9        | 2001 | 2009 |
| P.R. Islanders          | Bayamón                | Porto Rico          | 6        | 2004 | 2009 |
| Raleigh Express Capital | Raleigh                | Carolina del Nord   | 4        | 1997 | 2000 |
| Richmond Kickers        | Richmond               | Virginia            | 9        | 1997 | 2005 |
| Rochester Rhinos        | Rochester              | New York            | 14       | 1996 | 2009 |
| Sacramento Geckos       | Sacramento             | California          | 1        | 1999 | 1999 |
| San Diego Flash         | San Diego              | California          | 4        | 1998 | 2001 |
| S.F. Seals              | San Francisco          | California          | 3        | 1998 | 2000 |
| Seattle Sounders        | Seattle                | Washington          | 14       | 1995 | 2008 |
| Staten Island Vipers    | Staten Island (N.Y.C.) | New York            | 2        | 1998 | 1999 |
| Syracuse Salty Dogs     | Syracuse               | New York            | 2        | 2003 | 2004 |
| Toronto Lynx            | Toronto                | Ontario             | 10       | 1997 | 2006 |
| Vancouver Whitecaps     | Vancouver              | Columbia Britannica | 15       | 1995 | 2009 |
| V.B. Mariners           | Virginia Beach         | Virginia            | 8        | 1998 | 2006 |

## Albo d'oro
| Stagione           | Vincitore           |
| A-League           | A-League            |
| ------------------ | ------------------- |
| 1995               | Seattle Sounders    |
| 1996               | Seattle Sounders    |
| USL A-League       |                     |
| 1997               | Milwaukee Rampage   |
| 1998               | Rochester Rhinos    |
| 1999               | Minnesota Thunder   |
| 2000               | Rochester Rhinos    |
| 2001               | Rochester Rhinos    |
| 2002               | Milwaukee Rampage   |
| 2003               | Charleston Battery  |
| 2004               | Montréal Impact     |
| USL First Division |                     |
| 2005               | Seattle Sounders    |
| 2006               | Vancouver Whitecaps |
| 2007               | Seattle Sounders    |
| 2008               | Vancouver Whitecaps |
| 2009               | Montréal Impact     |

### Titoli per squadra
| Squadra             | Titoli | Anno                   |
| ------------------- | ------ | ---------------------- |
| Seattle Sounders    | 4      | 1995; 1996; 2005; 2007 |
| Rochester Rhinos    | 3      | 1998; 2000; 2001       |
| Milwaukee Rampage   | 2      | 1997; 2002             |
| Vancouver Whitecaps | 2      | 2006; 2008             |
| Montréal Impact     | 2      | 2004; 2009             |
| Minnesota Thunder   | 1      | 1999                   |
| Charleston Battery  | 1      | 2003                   |